# Distant Worlds
Distant Worlds est un jeu vidéo 4X développé par Code Force et édité par Matrix Games, sorti en 2010 sur Windows.
Le jeu a eu trois extensions : Return of the Shakturi, Legends et Shadows sorties respectivement en 2010, 2011 et 2013,,.
Le jeu est sorti sur Steam le 23 mai 2014 avec toutes ses extensions intégrées sous le titre Distant Worlds : Universe.

## Accueil
- Canard PC : 7/10 (Universe)[4]